# Dohrniphora eminens
Dohrniphora eminens är en tvåvingeart som beskrevs av Borgmeier 1960. Dohrniphora eminens ingår i släktet Dohrniphora och familjen puckelflugor. Inga underarter finns listade i Catalogue of Life.